# Niebieski lód lodowcowy

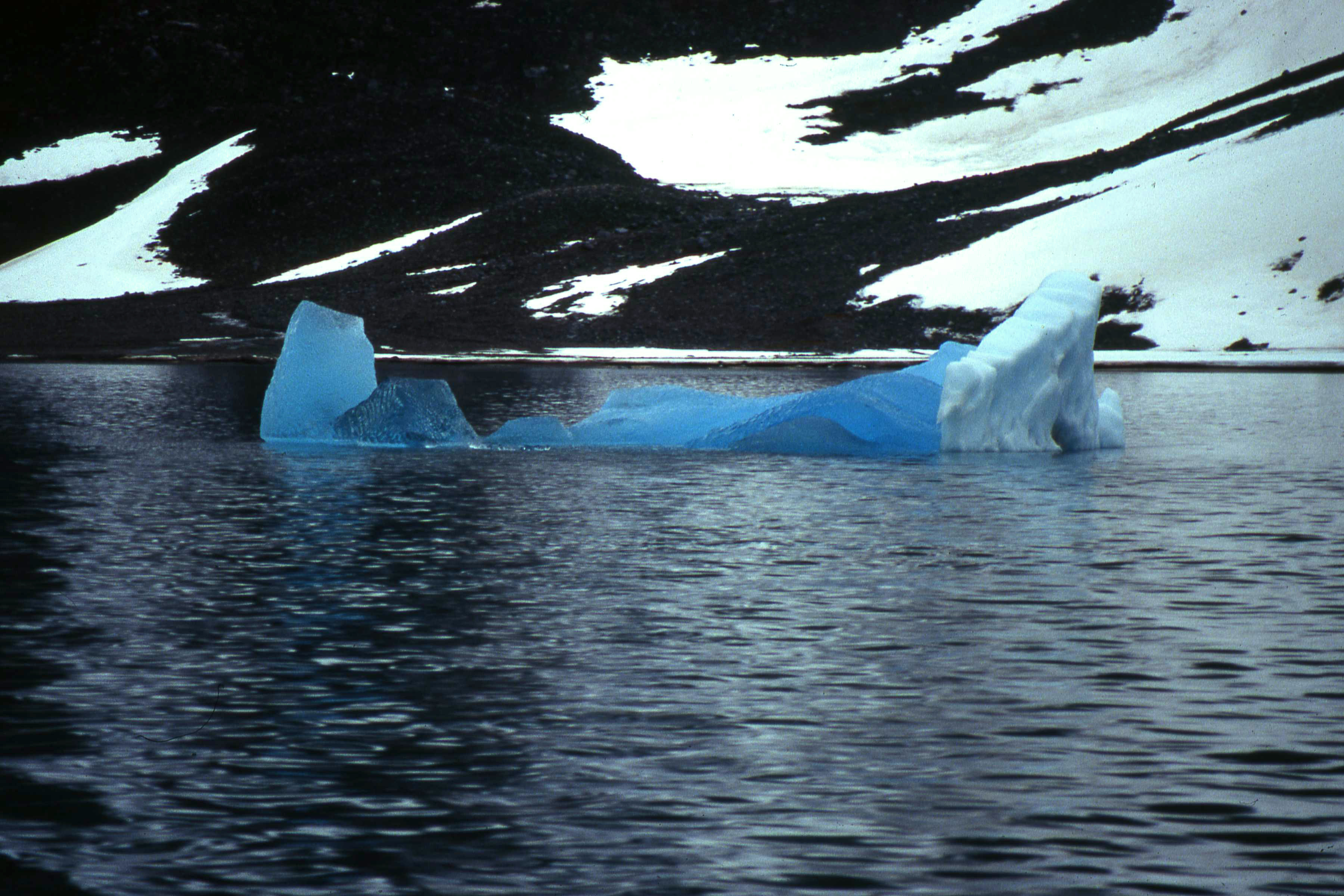
Góra lodowa w pobliżu Svalbardu zawierająca dużą ilość niebieskiego lodu z głębokich warstw lodowca

Niebieski lód lodowcowy – najstarszy lód lodowcowy, charakteryzujący się dużym ziarnem (średnicy do kilku centymetrów). Powstaje w głębokich warstwach lodowców firnowych pod naciskiem wyższych warstw. Śnieg ulega lokalnemu stopieniu i powolnej rekrystalizacji. Powstają kryształy lodu niemal całkowicie pozbawione elementów rozpraszających światło, takich jak granice ziaren, pęcherzyki powietrza, mikropęknięcia. Powstawanie niebieskiego lodu lodowcowego jest długim procesem – przykładowo na Grenlandii trwa on 150–200 lat.
Niebieska barwa lodu – podobnie jak niebieskie zabarwienie czystej wody – wynika z dominującego pochłaniania światła koloru czerwonego (λmaks ≈ 760 nm) przez cząsteczki H
2O. W efekcie białe światło słoneczne po przejściu przez warstwę lodu zmienia kolor na niebieski.